# Nomograma

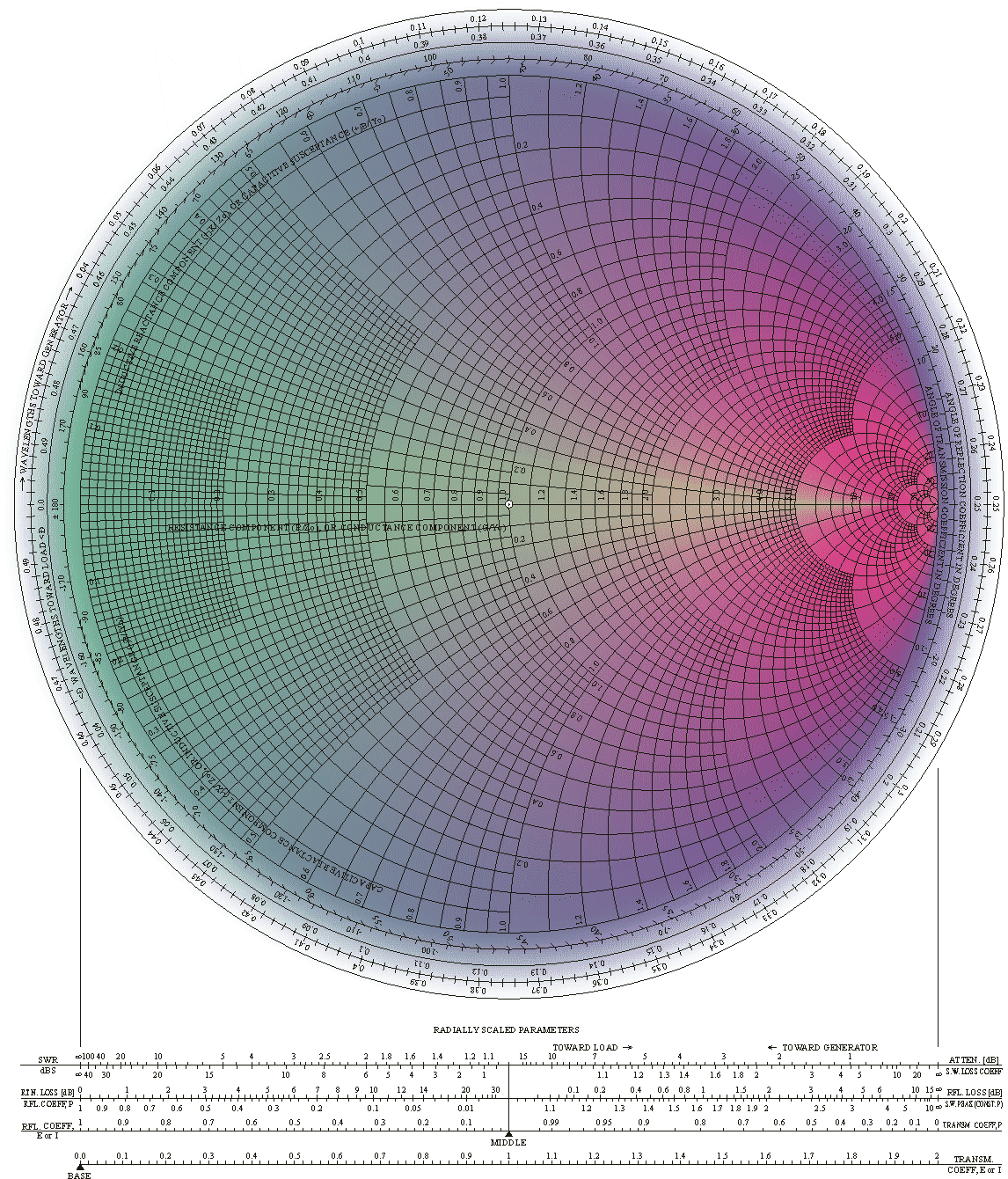
El gráfico o carta de Smith muestra la relación existente entre la impedancia de una línea de transmisión electromagnética y su longitud.

Un nomograma, ábaco o nomografo es un instrumento gráfico de cálculo, un diagrama bidimensional que permite el cómputo gráfico y aproximado de una función de cualquier número de variables. En su concepción más general, el nomograma representa simultáneamente el conjunto de las ecuaciones que definen determinado problema y el rango total de sus soluciones.
Se trata de un instrumento de cálculo analógico, como lo es la regla de cálculo, por utilizar segmentos continuos de líneas para representar los valores numéricos discretos que pueden asumir las variables. Consecuencia de ello es que su precisión sea limitada, viniendo determinada por el detalle con que puedan realizarse, reproducirse, alinearse y percibirse las marcas o puntos concretos que constituyen las escalas de valores correspondientes. Los nomogramas solían utilizarse en casos en que la obtención de una respuesta exacta era imposible o muy inconveniente (cálculos ingenieriles complicados que hubiesen de realizarse en campaña o a pie de obra; situaciones repetitivas con ligera modificación de los valores de las variables; etc.), mientras que la obtención de una solución aproximada era suficiente y muy deseable.

## Historia
Los astrolabios, cuadrantes y sectores de finales de la Edad Media y del Renacimiento (colectivamente llamados instrumentos matemáticos) ya estaban destinados a resolver problemas prácticos de índole matemática de forma gráfica y mecánica.
La invención de la escala de Gunter en el siglo XVII constituyó la primera representación gráfica de una función mediante una escala graduada y fue esencial para todos los avances posteriores. Otro paso decisivo fue la invención por Descartes de la geometría analítica, que permite la representación gráfica de cualquier función matemática por medio de una curva.
Fueron especialmente los ingenieros militares y otros funcionarios públicos, encargados de resolver regularmente problemas cuantitativos de carácter repetitivo, quienes mostraron naturalmente mayor interés en procurarse ayudas para su tarea. Así L. Pouchet publicó en 1797 una obra titulada Métrologie terrestre, que contiene un apéndice designado Arithmétique linéaire en el que se contiene el primer intento sistemático de construcción de tablas gráficas de doble entrada.
En 1842 Léon Lalanne propuso el empleo de dispositivos de este género para el cálculo de desmontes y terraplenes y en 1843 formuló el principio de anamorfosis, que facilitó mucho la construcción de estos gráficos de doble entrada, a los que llamó ábacos, al sustituir en la mayoría de los casos las líneas curvas por rectas. J. Massau generalizó este principio hacia 1880.
Maurice d'Ocagne reemplazó en 1884 los cuadriculados y sistemas de curvas por simples escalas graduadas, rectas o curvas, gracias a su concepción de los puntos isópletos. Posteriormente sistematizó todos estos métodos dispersos en un cuerpo definitivo de doctrina, a la que llamó nomografía.
Los nomogramas tuvieron un gran desarrollo en los tres primeros cuartos del siglo XX, tanto en ingeniería civil como en las ramas de química, eléctrica, electrónica e aeronáutica. Fueron incluidos en los manuales de las disciplinas y además se publicaron colecciones separadas de ellos. Su limitada precisión, de dos o tres cifras significativas, restringe en cambio su uso en campos como la astronomía o el cálculo financiero, en los que la exactitud tiene importancia primordial. 
El perfeccionamiento y la popularización de las calculadoras y ordenadores electrónicos en el último cuarto del siglo XX significó la práctica desaparición de los nomogramas, al facilitar enormemente la realización completa de cálculos exactos que el operador no sabría ni siquiera plantear por sí mismo. Los nomogramas empero siguen teniendo actualmente la misma utilidad de siempre y presentan algunas ventajas específicas que no eran desconocidas para sus inventores, como es la captación sinóptica del rango de valores que puede adoptar la solución de un problema, la presentación de la estructura de las relaciones que se dan entre sus parámetros o la posibilidad de ser utilizados en casi cualquier circunstancia imaginable.

## Nomogramas y tablas
Los nomogramas están íntimamente relacionados con otro instrumento tradicional de solución de problemas y de presentación sucinta de información científica, las tablas.
Como decía en 1911 el ingeniero militar español Ricardo Seco, «si fuese posible reunir en un pequeño volumen una colección de tablas donde se hallasen consignados los resultados que dan las fórmulas de más frecuente aplicación para todos los valores que en la práctica pueden tomar las distintas variables que contienen, se habría llegado al desideratum que debe tratar de llenar todo manual de carácter práctico». Pero, añadía, «tal colección de tablas es irrealizable porque, descontado el excesivo trabajo, largo tiempo necesario para su construcción y gran volumen que ocuparían," si existiesen más de tres variables en la fórmula "no hay medio práctico de construirlas» (Seco, p. 1). En cambio, como ha quedado dicho, las técnicas nomográficas permiten construir nomogramas de prácticamente cualquier número de variables.
D'Ocagne afirmaba en Le calcul simplifié (apartado 4.1) que «los nomogramas pueden considerarse como tablas de cálculos completos», añadiendo a las ventajas ya mencionadas que tienen sobre ellas la facilidad de interpolación visual, al tiempo que reconocía el inconveniente de que la precisión que pueden alcanzar los datos de las tablas es en principio tan grande como se quiera, mientras que la de los nomogramas es esencialmente muy limitada.

## Disposición y uso
Al ser un nomograma la representación gráfica de una ecuación de varias variables, ha de constar de tantos elementos gráficos como variables tenga la ecuación. Estos elementos serán puntos o líneas, rectas o curvas, según los casos. Dados los valores de todas las variables menos una, el de esta última puede encontrarse por medio de algún recurso geométrico inmediato (que generalmente es el trazado de otra línea que pasa por ese punto).
Por tanto, el nomograma de una ecuación de dos variables (y = f(x)) tendrá dos elementos gráficos, normalmente dos rectas graduadas, o escalas, dispuestas de tal modo que la determinación del valor de una de las variables (fijación de un punto de la línea) especifique el valor de la otra, la desconocida o función. El nomograma de una ecuación de tres variables (z = f(x, y)) constará normalmente de tres escalas y así sucesivamente.
El arte de la nomografía consiste precisamente en elaborar dichas escalas y disponerlas en el plano de tal manera que el trazado de líneas rectas que las atraviesen determine los puntos colineares existentes en cada una de las escalas, puntos que representarán los distintos valores relacionados por la función en cada caso concreto.
La disposición relativa entre estos elementos, en cambio, no puede predecirse, pues vendrá determinada por la naturaleza del problema en cuestión o por otro tipo de consideraciones. Por ejemplo, el nomograma de la función de dos variables que relaciona los grados Celsius de temperatura con los Fahrenheit puede consistir en dos escalas paralelas adecuadamente situadas. Para utilizarlo bastará con colocar una regla perpendicular a la escala que contenga el dato conocido; el otro se encontrará en el punto en que la regla corte a su escala correspondiente. Pero es evidente que el espacio que separa ambas escalas no desempeña ninguna función especial, por lo que se le puede reducir progresivamente hasta el extremo de hacerlo desaparecer y que ambas se confundan en una sola, que quedará así rotulada a ambos lados, siendo entonces inmediata la lectura del resultado de la conversión.

## Algunos ejemplos de nomograma
- Nomograma en espiral -- la espiral de Cornu.
- La carta de Smith, reproducida al inicio del artículo, que se utiliza en electrónica y en análisis de sistemas.
- papel milimetrado - semilogarítmico, doblemente logarítmico, probabilístico, destinados todos ellos a representar como líneas rectas diversas funciones no lineales.

### Un gráfico útil

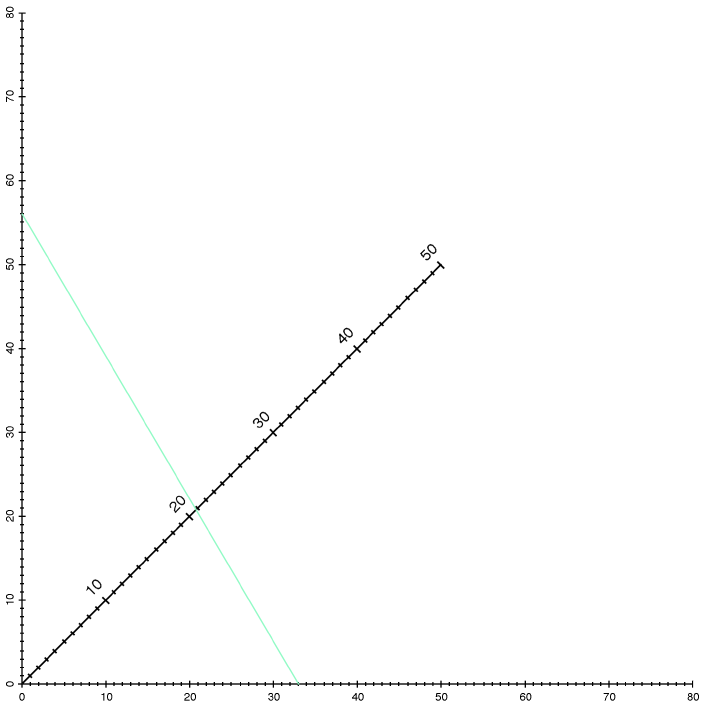
Ley de recíprocos

El nomograma adjunto representa la siguiente función de tres variables:
{\displaystyle {\frac {1}{z}}={\frac {1}{x}}+{\frac {1}{y}}}
Es la fórmula que, entre otras cosas, sirve para calcular la resistencia total que presentan al paso de la corriente eléctrica dos resistores conectados en paralelo y también especifica la ley de formación de imágenes de una lente delgada en óptica. Su nomograma es interesante porque realiza un cálculo no lineal utilizando exclusivamente escalas lineales. Para utilizarlo, los valores de x y de y se aplican a los ejes horizontal y vertical; los puntos así determinados se unen luego entre sí por una línea recta. El valor de z se obtiene de la escala diagonal en el punto en que la corte dicha recta. O bien se aplica el valor de z a la diagonal y el otro valor conocido a uno de los ejes. La recta resultante cortará al otro eje en el valor de la solución. (Aclaración: el eje de las z debe estar en una escala distinta a la escala de los ejes x e y; ya que lo que se obtiene en la intersección de la recta con la diagonal no es directamente el valor buscado de z, sino z multiplicado por √2. En consecuencia si la unidad de x e y es "1", la del eje z debe ser "√2").
En el caso concreto de la imagen adjunta la línea verde es la que indica que dos resistores de 56 y de 33 Ω en paralelo presentan una resistencia total de unos 21 Ω, o bien que la imagen de un objeto que se encuentre a 56 Ωcm de una lente cuya distancia focal sea de 21 cm se forma a 33 cm de ella.

### Prueba χ²

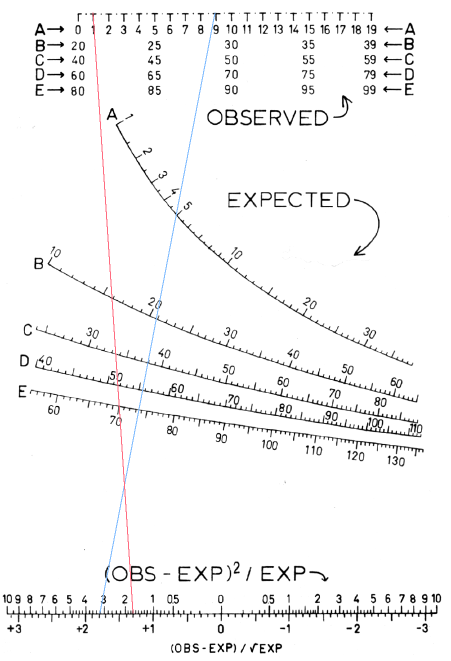
Prueba de chi-cuadrado

El nomograma adjunto puede utilizarse para realizar el cálculo aproximado de determinados valores necesarios para aplicar una prueba estadística conocida, la prueba χ² de Pearson. En él se utilizan escalas curvas con graduaciones desiguales.
La línea azul representa el cómputo de:
(9 − 5)2/ 5 = 3,2
La línea roja calcula:
(81 − 70)2 / 70 = 1,7
Cuando se utiliza la prueba suele aplicarse también la corrección de continuidad de Yates, que consiste simplemente en restar 0,5 de los valores observados. Para incluirla en el nomograma bastaría con desplazar las escalas de los valores "observados" media unidad hacia la izquierda.